# Флаг Бретани
Флаг Бретани, известный под бретонским названием Гвен-а-дю (брет. Gwenn-ha-du — бело-чёрный) — флаг французского региона Бретань, используемый также в департаменте Атлантическая Луара, который относится к исторической области Бретань, но с 1941 года входит в регион Земли Луары. В частности, этот флаг развевается над Замком бретонских герцогов в древней столице Бретани — Нанте, который находится теперь в департаменте Атлантическая Луара.
Чётко определённого официального статуса бретонский флаг, как и флаги других регионов Франции, не имеет, но фактически может появляться и на государственных учреждениях вроде мэрий, и на частных домах и кораблях. Официального отношения длины к ширине также не установлено.

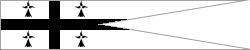
Исторический вымпел средневековой Бретани

Флаг использует традиционные цвета Бретани — белый и чёрный — и геральдический символ региона — горностаевый мех. Исторически бретонские герцоги использовали вымпел с чёрным крестом (Kroaz Du). Современный дизайн флага предложен в 1923 году архитектором и деятелем националистского движения Морваном Маршалем, горизонтальные полоски и прямоугольная вольная часть введены им по образцу флагов Греции и США. Традиционный крест отвергнут им как антиклерикалом. Чередование чёрных и белых полосок навеяно также гербом Ренна. Число полосок — девять — символизирует девять традиционных провинций (pays) и епархий Бретани. Пять чёрных полосок означают провинции/епархии, где говорят на французском или галло: Доль, Нант, Ренн, Сен-Мало, Сен-Бриё; четыре белых символизируют бретоноговорящие (bretonnants) субрегионы Трегор, Леон, Корнуаль и Ванн (объяснения самого Маршаля в 1937 году).
В 1920—1930-е годы флаг Gwenn-ha-Du употреблялся в основном националистическими автономистскими группировками, впоследствии некоторое время ассоциировался парижскими властями с коллаборационизмом, которым запятнали себя отнюдь не все лидеры националистов. В частности, деятели бретонского сопротивления тоже использовали этот флаг. С 1960-х годов чёрно-белый флаг вновь стал популярен в самых широких кругах населения, уже без политического подтекста.